# Új Port Szudáni nemzetközi repülőtér
Az Új Port Szudáni nemzetközi repülőtér (IATA: PZU, ICAO: HSPN) Szudán egyik nemzetközi repülőtere, amely Port Szudán közelében található. 

## Futópályák
A repülőtér futópályái:
- 16/34 (2500 m, 45 m, aszfalt)

## Forgalom
Az utasforgalom az elmúlt években az alábbi módon változott:

## Légitársaságok és úticélok
2025-ben a Új Port Szudáni nemzetközi repülőtérről az alábbi járatok indulnak (Utoljára frissítve: 2025-03-2):
| Légitársaság       | Célállomások |
| ------------------ | --- |
| Afriqiyah Airways  | Tripoli–Mitiga |
| Badr Airlines      | Abu Dhabi, Addis Ababa, Cairo, Doha, Dubai–International, Jeddah, Juba, Muscat, Riyadh |
| Egyptair           | Cairo |
| Ethiopian Airlines | Addis Ababa |
| flydubai           | Dubai–International (felfüggesztve) |
| Nile Air           | Cairo |
| Nova Airways       | Khartoum (felfüggesztve) |
| Saudia             | Jeddah (felfüggesztve) |
| Sudan Airways      | Cairo, Jeddah |
| Tarco Aviation     | Asmara, Cairo, Dammam, Doha, Dongola (kezdődik 2025 február 5-től), Dubai–International, Entebbe (kezdődik 2025 február 6-tól), Jeddah, Juba, Kassala, Kuwait City, Muscat, Riyadh, Sharjah |
| Turkish Airlines   | Istanbul (felfüggesztve) |